# Schönenbach (Waldbröl)
Schönenbach ist eine Ortschaft in der Stadt Waldbröl im Oberbergischen Kreis im südlichen Nordrhein-Westfalen (Deutschland) innerhalb des Regierungsbezirks Köln.

## Lage und Beschreibung
Der Ort liegt ca. 5,2 km südlich vom Stadtzentrum entfernt.

## Geschichte

### Erstnennung
1436 wurde die Ortschaft das erste Mal urkundlich erwähnt. Die Schreibweise der Erstnennung war „Schoenembach“. Diese Ortsnennung gilt aber wegen namensgleicher Orte als unsicher.
1465 werden "Johan und Tielgen van „Schoenenbach“, Rychslude, bei den Einwanderern nach Homburg genannt." Der Zusammenhang mit der Herrschaft Homburg belegt, dass der zur Stadt Waldbröl gehörende Ort gemeint ist.

## Kirchliche Einrichtungen

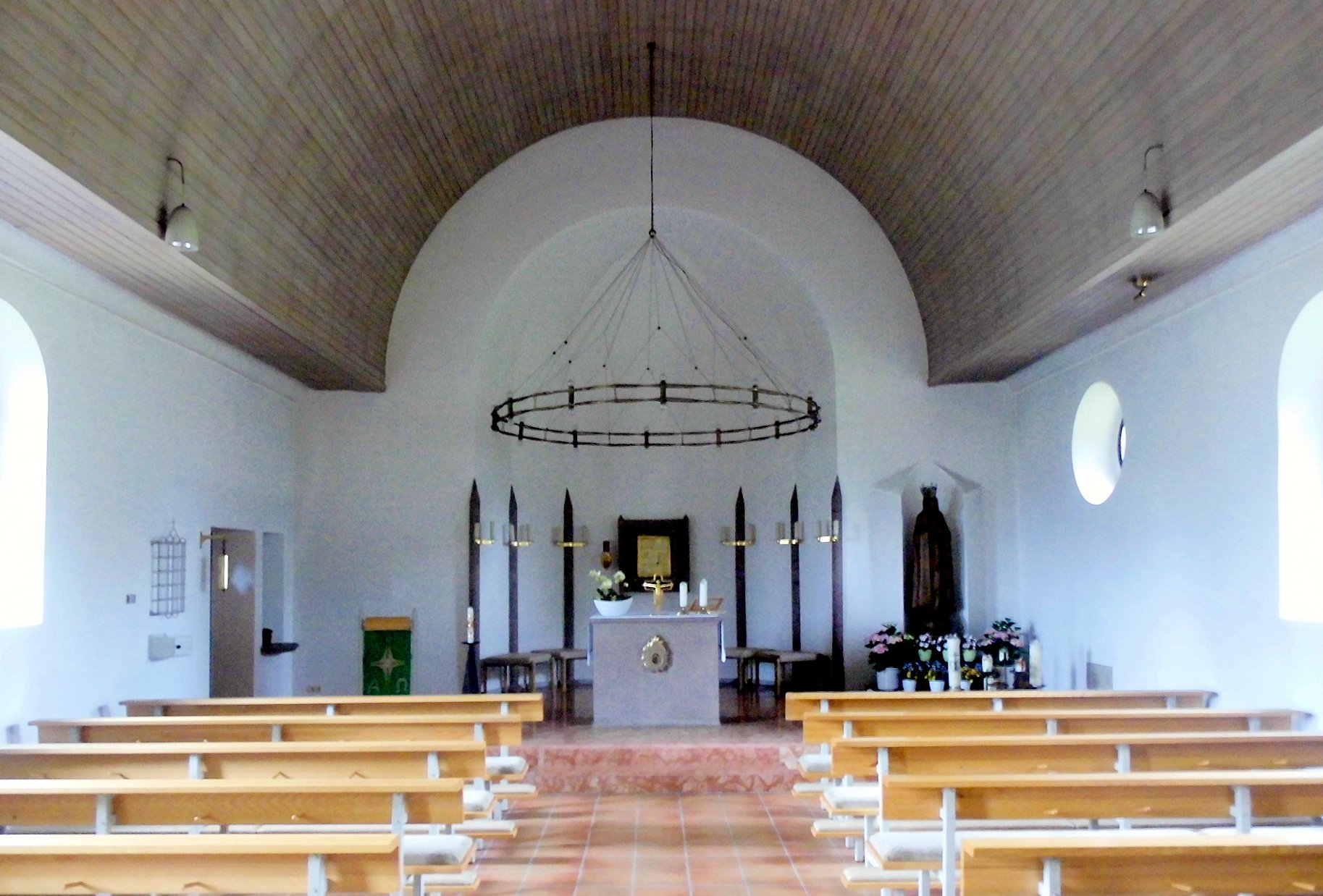
Innenansicht Kirche St. Maria im Frieden

- Katholische Filialgemeinde – Maria im Frieden in Schönenbach

## Freizeit

### Wander- und Radwege
Der Wanderweg A3 führt durch Schönenbach, von Spurkenbach kommend.

### Karnevalsfreunde Schönenbach
Die Karnevalsfreunde Schönenbach feiern seit mehreren Jahren ihren traditionellen Karnevalszug mit anschließender Karnevalsparty.

### Fußball
Der SV Schönenbach trainiert und spielt in Schönenbach. Sie spielen in der Bezirksliga. Außerdem liegt dort auch dessen Kunstrasenplatz.

## Bus- und Bahnverbindungen

### Linienbus
Haltestelle: Schönenbach
- 342 Waldbröl, Windeck-Schladern  (OVAG)